# Ajvar
Ajvar (iz turskog hayvar ili Kavyar= slana ikra) je pripravak koji rabi se kao hladni dodatak osobito mesu s roštilja ili primjerice kao namaz na kruhu. Temelji se na paprici i raznim začinima. Izvorno je bila miješana salata od paprike, patlidžana i začina. Što se tiče konkretnog porijekla postoje različite i kontroverzne teorije. Osobito je omiljen u zemljama Jugoistočne Europe.

## Slični pripravci
Ajvar je slične pripreme kao i ljutenica i lećo te pinđur, koji se uvijek priprema od patlidžana, rajčica, luka i češnjaka. Rumunjska varijanta nosi naziv Zacuscă, a mađarska varijanta Erős Pista prilično je ljuta. Ruska varijanta se zove ogonek / ogonjok i uključuje rajčicu, luk, sol, papar, češnjak i chili.
Ajvar se proizvodi u raznim zemljama, uključujući Albaniju, Bosnu i Hercegovinu, Hrvatsku, Crnu Goru, Srbiju i Makedoniju. Ajvar je jedna od takozvanih tradicionalnih zimnica koja uključuje ukiseljene paprike, ukiseljenu rajčicu i sve ostalo što se može uklopiti u staklenku koja se priprema prije zime.